# Aloe fleurentiniorum
Aloe fleurentiniorum é uma espécie de liliopsida do gênero Aloe, pertencente à família Asphodelaceae.